# とんでもスキルで異世界放浪メシ
『とんでもスキルで異世界放浪メシ』（とんでもスキルでいせかいほうろうメシ、英題:Campfire Cooking in Another World with My Absurd Skill）は、江口連による日本のライトノベル。略称は『とんスキ』。
『小説家になろう』にて2016年1月から連載を開始し、オーバーラップノベルス（オーバーラップ）より、同年11月から刊行されている。イラストは雅が担当している。書籍化に伴い、『とんでもスキルが本当にとんでもない威力を発揮した件について』という当初の題名が現在のタイトルに変更され、作者名も妖精壱号から江口連に変えた。2023年10月時点で電子版を含めたシリーズ累計部数は700万部を突破している。
メディアミックスとして、2017年3月より『コミックガルド』にてコミカライズが連載されている（作画：赤岸K）。2018年8月より、『コミックガルド』にてスピンオフ漫画『とんでもスキルで異世界放浪メシ スイの大冒険』が連載されている（作画：双葉もも）。『コミックガルド』のアプリ版『コミックガルド＋』が提供開始となったことで、どちらの連載も最新話はそちらに掲載されている。2023年1月から3月までMAPPA制作によるテレビアニメが放送された。また、第2期が2025年10月から放送予定。

## あらすじ
プロローグ
料理が趣味のごく平凡なサラリーマン向田剛志（ムコーダ）は、「勇者召喚」によって3人の少年少女たちと共に、異世界「レイセヘル王国」に召喚されてしまう。そこは魔王や魔物が存在し、冒険者たちが活躍する剣と魔法のファンタジー世界であった。
しかし、チート級の戦闘スキルと魔法を備えた「勇者」と鑑定された少年たちとは異なり、「巻き込まれた異世界人」と鑑定されたムコーダは、贅沢三昧に見える国王夫妻の様子から色々察し、自らのスキルを役に立たないとして当面の生活費だけ受け取って城を辞する提案をする。
だが、ムコーダの固有スキル「ネットスーパー」は、お金を支払うことで元の世界から様々な商品をお取り寄せできる上に、元の世界の食材を食べると「ステータスが一定時間アップする」という、凄まじいチート能力を秘めていた。
序盤
街での聞き込みの結果、戦争により国境封鎖される前に国外脱出を決意したムコーダは、冒険者パーティー「鉄の意思」を雇って隣国フェーネン王国へと旅立つ。
その道中で、ムコーダの作った生姜焼きの匂いにつられてきた伝説の魔獣フェンリルに遭遇してしまう。料理の美味しさから、なかば強制的に従魔契約を結ばされることになったムコーダは、その魔獣にフェルと名付ける。それ以降、食いしん坊のフェルに飯をたかられながら旅を続けることになる。
その後、立ち寄った街で冒険者ギルドと商人ギルドに登録したムコーダは、ギルドでの活動や情報収集を行い、安全と思われるレオンハルト王国へと向かう。フェルの強引な実践訓練により何とか基礎的な魔法を習得したムコーダは、処分に困る異世界のゴミを溶かしたり後には様々な便利なスキルを憶える癒し系スライムのスイを従魔にする。
フェンリルを通じて、風の女神ニンリルから神託が下り、甘い物に目がない女神に定期的に「異世界の甘味」をお供えすることになったムコーダは、念願だったスキル「女神の加護（小）」を授かるのであった。
中盤
その後、ニンリルにお供えしていることが他の神々にバレてしまったムコーダは、美への追求のため化粧品を要求する土の女神キシャール、地球の食べ物に興味津々の水の女神ルサールカ、ビールに目がない火の女神アグニ、さらにはウイスキーを要求してくる鍛冶神ヘファイストス、戦神ヴァハグンたちからもお供えを半ば強要されて「加護」を受け、ムコーダの従魔たちはさらにチート化していく。
さらに、ピクシードラゴンのドラちゃんや、エンシェントドラゴンのゴン爺が仲間となり、一行はムコーダ自身を含めて周囲を巻き込みながらも、冒険と美食の旅を続けていく。

## 登場人物
声の項は特記が無い限りテレビアニメ版における声優。

### 主要人物
レオンハルト王国を中心に活動している1人と4体の冒険者パーティ。フェンリル（と後にさらに古竜が加わる）の存在により国益として国から重宝されている。
ムコーダ / 向田剛志（むこうだ つよし）
声 - 内田雄馬 / 細谷佳正（ボイスドラマ版、ドラマCD版）
本作の主人公。異世界からの勇者召喚に巻き込まれた日本人。唐突に異世界にきてしまったが、その類いのネット小説を読み漁っていたこともあり、多かれ少なかれ、慣れ親しむことも出来ている。
作中では貴族くらいしか苗字を持っていないということで、本来の名前の向田からほぼカタカナ表記で「ムコーダ」と名乗るようになった。
元は地方都市に住んでいた27歳の独身サラリーマン。外見はどこにでも居そうな普通の雰囲気の中肉中背の青年で、漫画版ではややタレ目気味の冴えない風貌に描かれている。
性格はヘタレかつ気弱な事なかれ主義者で、常識的で要領は良い。過去3年以上、女性とのお付き合いに縁がない。「良い人」で終わる典型的な優柔不断なタイプで、女運が壊滅的。本人も女運の無さを嘆き、デミウルゴスに加護より女運の方が欲しい、と訴えた事もある。
作中では様々な料理を作る料理上手だが、現実世界にいた頃からのもので、学生時代に様々な飲食店のアルバイト経験から来ている。菓子は料理ほど得意ではないが、喫茶店での経験からチーズケーキやパウンドケーキを作ったりしている。
一緒に召喚された勇者たちが高いステータスと様々な戦闘スキルを得たのに対し、ステータスは一般人よりも少し強い程度、保有スキルも異世界人共通の「鑑定」「アイテムボックス」以外は「ネットスーパー」のみで戦闘スキルを全く持たなかったため役立たず扱いされる。
王族を胡散臭いと感じ、勇者ではない役立たずであることを幸いに自立を申し出て国外脱出を図り、手切れ金がわりに現地の金貨を入手する。
冒険者パーティ【鉄の意志】に護衛を依頼して隣国へ移動中、ネットスーパーで購入した食材や調味料と現地調達した肉などを駆使して料理を行なっていたところフェンリルに嗅ぎつけられ、不本意ながら従魔契約しフェルと名付けた。
元はスキルを活かして商人を目指していたがフェルの食事事情もあり、商人ギルドと同時に冒険者ギルドに登録し、冒険者として活動するようになる。そして道中でフェルと同様の経緯でスライムのスイやピクシードラゴンのドラちゃんを従魔に加えた。フェンリルのフェルに加え、仮契約ではあるが古竜のゴン爺まで従魔にしたことで、巷では「史上最強の冒険者」と呼ばれるようになる。
フェルたちが狩ってくる獲物が軒並み高ランクであるため、解体した素材の高額売却が続き捌き切れていない。冒険者の傍ら商人として懇意にしているランベルト商会に元の世界の商品を卸している。
冒険者としてのランクは、ギルド登録ランクのGランクを2回経験しているが、その後フェルたちによる魔物の大量討伐と難関ダンジョンの踏破が続いた結果、ギルドマスターの権限でF〜Dランクを飛ばしてCランクに、さらにBランクを飛ばしてAランク、最終的に最上級のSランクまで無試験で昇格した。商人ギルドのランクは、最低限の商取引ができるアイアンランク。
本人としての希望は商人なのだがフェルたちが狩ってくる魔獣の解体に必要なため、冒険者としての立場が強くなってしまっている。ただし商人ギルドにも顔を出す事はあり、宝石の買取や居酒屋などでの新作メニューの提案に一役買った事もある。また、本人の気分次第で訪れた町でごく稀に異世界の酒を出す居酒屋を出店。「幻の酒屋」としてドワーフの間で有名になっている。
他の勇者たちとは違い武器の訓練を受けていないので、戦闘技術は自己流の完全なド素人。得物はスイ特製のミスリル製の槍。魔法はフェルの強引な強制スパルタ式訓練によって、火と土魔法のスキルを得られた。レベルアップに伴い、聴覚と料理人の技術が向上している。従魔の名前の通り、ネーミングセンスは皆無。
神託により元の世界の品々をお供えする代わりに、風・火・土女神の加護（いずれもランクは「小」）を与えられる。「小」1つでは病などの一部状態異常にかからないだけだが、3つになったことで通常の加護と同程度の状態異常無効化を得ている。また対応する魔法の制御が良くなる効果があり、適性のある火魔法・土魔法では野営用の簡易小屋を作れるほどになっている。その後さらに創造神の加護「小」を与えられ、その効果で寿命が大幅に延び、影響で種族が「一応人」となっている。デミウルゴス曰く、少し長生きなハイエルフ程の寿命らしい。
町で過ごす以外はほぼ野営生活だったが、後にカレーリナで豪邸を買い、それを管理する奴隷たちの主になった。屋敷の警備や庭等の手入れのほか、元の世界の商品を卸すためにパッケージから現地の瓶等に詰め替える作業をさせているため、秘密を守らせるために奴隷を採用したものの、本人としてはあくまで従業員を住み込みで雇っているつもりでいる。現地人からしてみれば奴隷とは思えない破格の待遇になっている。
ダンジョンを複数攻略した結果、その報酬として複数の魔剣と魔槍を所有しているが、どれも売却できないうえに騒ぎになると判断してアイテムボックスに収納している。
孤独の料理人という称号に影響されてか、「鑑定」スキルが食品関連に特化し始めており、食用可能か否か、食材の味が分かるようになってきている。
IFストーリーでは勇者たち3人を説得し、エルマン王国へ逃亡する。冒険者として暮らす彼らの保護者として食事を提供し、自身は商人として成功を収めている。そのため、フェルたちとは出会っていない。
固有スキル：「ネットスーパー」
現代の地球物資を異世界の資金をチャージすることで購入し、異世界に召喚できる。
地球の食材は摂取者のステータスを変化させるがそれぞれに時間制限がある。また、季節毎にラインナップは変化し、ムコーダが特定のレベルに達することで新たにテナントが選択できるようになったりする。定期的にフェアが開催されることもある。
実際に地球のネット及びネットスーパーに繋がっているわけではなく、あくまでも「ネットスーパー」の要素をスキルが再現しているだけであり、詳細に関しては異世界の創造神であるデミウルゴスですら分からず、再現できないと言われている。
ムコーダ自身のレベルアップに伴い、二店舗のテナントが追加されている。
#テレビアニメ版ではイオンほか協力企業により、実際のネットスーパーの画面、実在の商品等の画像が使用され、購入時も商品の入った実際のロゴ入り段ボールがどこからともなく目の前に出現するスキルとなっている。
保有スキル（太字はのちに神々から与えられたもの）
アイテムボックス（時間経過無し・容量無限大）、鑑定、火魔法、土魔法、完全防御、獲得経験値倍化
職業
巻き込まれた異世界人、冒険者?、料理人
称号
孤独の料理人

フェル
声 - 日野聡 / 杉田智和（ボイスドラマ版、ドラマCD版）
伝説の魔獣とされるフェンリルの雄。ムコーダの最初の従魔。1014歳。
スイからは｢フェルおじちゃん｣と呼ばれている。
ムコーダとの契約における命名の際、「ポチ」「コロ」と候補に挙げられ切れかけた結果、フェンリルを縮めた「フェル」で落ち着く。
眷属故に風の女神ニンリルの加護を持ち、後に戦神ヴァハグンの加護を持つ。
ムコーダの呼び方は「お主」（1度だけ主〈あるじ〉と呼んだこともある）、第三者にムコーダを指す時は「此奴〈こやつ〉」。
発光効果のある美しい銀の毛並みと、手足が赤く染まっているのが特徴。正式な従魔メンバーの中で一番の年長者だけあって豊富な知識を持ち、人の文字も読める。肉好き魚介好きの食いしん坊で野菜は嫌いだが食べられないわけではない。お風呂が大の苦手。
誇り高く尊大な性格で人を見下しており、主以外の命令には「国を滅ぼす」ほどの敵意を見せる。しかし、子供等の弱者には牙を剥くことはしないほか、スイには甘い所がある。また、ドラちゃん曰く「心配性」で、ムコーダを狙う敵にはとことん容赦がなく、割と過保護。意外と単純で、見せ場を奪われると機嫌を損ねる一面も。
人間の前に姿を現すのは300年ぶりというぐらいの激レア種で、またその強さも「一匹で国を滅ぼせる」ほど際立っている。レベル的にはほぼカンスト状態になっているらしく、Sランクの魔物も瞬殺できるほどの驚異的な戦闘力を持っている。デミウルゴスによれば本来、種としての強さならフェンリルより古竜が断然強いが、フェルは個の強さとニンリルの加護で古竜とも対等の強さになっており、フェンリルでも別格で歴代最強と言ってもよいとのこと。
ムコーダが作った「レッドボアの生姜焼き」の匂いを嗅ぎつけて姿を現し、ムコーダの従魔となる代わりに食事を提供してもらうことを所望した。ムコーダと「自分で食べる分は自分で捕ってくる」という約束をしているのだが、バトルジャンキーでありキマイラからドラゴンまで大量に狩ってくるためギルドに解体作業を頼むムコーダは頭を抱えている。
保有スキル
風・火・水・土・氷・雷の魔法、神聖・結界・回復の魔法、鑑定、爪斬撃、身体強化、魔法攻撃耐性・魔力消費軽減・戦闘強化

スイ
声 - 木野日菜 / 久野美咲（ボイスドラマ版、ドラマCD版）
特殊個体のスライム。ムコーダの2体目の従魔。スピンオフ漫画『スイの大冒険』の主人公でもある。
普段はムコーダの鞄の中に入っている。一人称は「スイ」。水の女神ルサールカの加護と鍛冶神ヘファイストスの加護を持つ。
特殊個体であり通常の大きさはボウリング玉程度で色は水色。出会った当時は生後3日のベビースライムで、ビッグスライムを経て5巻ではヒュージスライムに進化している。
スライムのため、言葉は喋れないがムコーダたちとは念話で会話可能。
ムコーダを「あるじ〜」、フェルを「フェルおじちゃん」と呼んでいる。
パーティの中では最年少で性格、味覚や言動も含め、幼い子供である。些か空気が読めない部分はあるが、とても素直で甘えん坊な性格なのでムコーダからは溺愛されている。意外と怖いもの知らずであり、フェルとゴン爺の一触即発状態を諫めたことがある。
いつの間にかフェルの結界の中に居た（正確には結界をはる前には既に居た）ため、ムコーダがフェルに尋ねたところスライムは基本的になんでも食べると聞き、ネットスーパーで出た異世界のゴミを食わせていたらいつの間にか従魔契約が成立していた。
味覚があり、ムコーダの作る料理に太鼓判を押すほどのグルメ。2本の腕替わりの触手を伸ばして掴んで食べたり飲み物を飲んだりする（瓶などの場合のみ、身体に斜めに挿して飲んでいる）。ムコーダの風呂上がりのフルーツ牛乳の飲み方を真似して腰に手を当てるポーズで飲んでいたこともある。
戦闘スキルは「酸弾」で当たった物を溶かせる（最初は水鉄砲のようだったが成長するとレーザーのような感じになった）。種族進化で得たスキル「超巨大化」で全長10mほどの巨大化も可能で、同様のスキル「増殖」で自身の分身体を生み出してドロップアイテムの収集や、討伐した魔物の血抜きをするなど器用なことができる。旅の途中、ヒーリングマッシュルームの群生地で食べまくった結果、回復薬生成を習得した。ここまでの高い適応能力を持つのは特殊個体ゆえであり、長寿であるフェルでさえ「見るのは初めて」と語った。
ルサールカの加護により水魔法を自在に操るようになって水供給による料理・風呂等の補助をしたり、鍛冶神の加護により鍛冶スキルを得てムコーダが使う調理器具や武器なども生成できたり、血抜きや回復薬生産等、戦闘以外でも役立つ便利な子であるが、次第にフェルに感化され始めるようになり、若干バトルジャンキーになりつつある。
保有スキル
酸弾、水魔法、回復薬生成、鍛冶、スライム自体の能力（増殖・巨大化・超巨大化）

ドラちゃん
声 - 村瀬歩 / 下野紘（ボイスドラマ版、ドラマCD版）
ピクシードラゴンの雄。ムコーダの3体目の従魔。116歳。赤に近い桃色の鱗の持ち主。
戦神ヴァハグンの加護を持つ。
ムコーダの呼び方は「お前」。フェルやスイは種族名で呼ぶ。
少年のような小生意気な口調と性格で自己主張が強く口が達者でイタズラ好きの面も持つ（ロドルフォの髪を引っ張ったりしている）。パーティの中ではかなり小さな体型のため小食。ムコーダには懐いてはいるがドラゴン狂いのエルランドには苦手意識を抱く。
ドラゴン種の中でも珍しく、冒険者でも一般的には知られてはいない。空腹のとき、ムコーダが作った羽つき餃子の匂いにつられて現れ従魔契約をした。見た目は小さい子供のドラゴンであるが、これでも既に成竜である。
小さな見た目に反して火と雷魔法を纏い砲弾の如く突っ込む（フェルでも油断ならないというレベル）という体当たり攻撃を得意としており、一方でドラゴン種特有のブレス攻撃はできない。
名前は「ドラ」ではなく「ドラちゃん」までが名前として登録されてしまい、かっこいい名前が良かったと凹みながら文句を言いムコーダのセンスに関して愚痴っていたが、フェル自身の命名の経緯を聞き諦めた。
保有スキル
風・火・水・土・氷・雷、回復魔法、砲撃、戦闘強化

ゴン爺
古竜（エンシェントドラゴン）の雄。本来は黒の鱗と山のように巨大な姿の竜。ムコーダの4体目の従魔（300年限定の仮契約）。3024歳。
ムコーダのネーミングセンスには呆れつつも、ドラちゃん同様フェルの経緯を聞き受け入れる。
ドラゴン種の中で頂点に起つ伝説級の魔獣だが、ドワーフ同様の酒好きで酔って腹を見せて寝コケるほど。
フェルとは一応、旧知の仲であり、400年前に一度戦い引き分けている。デミウルゴスの話では目的があって作ったのだが、いろいろ試行錯誤し続けたら予想よりも強くなり、寿命は2万年近くなっているとのこと。加護を与えれば強くなりすぎるため従魔たちの中で唯一加護を持っていない。
その後は別の大陸へ行ったり戻ったりとブラブラして、200年前からエルマン王国のブリクストダンジョンに潜り込み、最下層を寝床にして眠り続け、本来のダンジョンボスのため倒しても倒しても復活する黒竜（ブラックドラゴン）をしばき倒し続けては、残った金銀財宝を貯め込んでいた。踏破しに現れたムコーダたちと対峙するが、ムコーダの作るガーリックステーキの味に感動しフェルのように強引に従魔契約をした。ただし、性格の都合上300年の仮契約としており、300年後に継続するかを決める。従魔の中では俊敏以外、作中最強のステータスを持ち、身体をフェルと同じ位に小さくしている為に比例して能力も下がっているが、それでもステータスはフェルと同等である。
「古竜の魂」は古竜であるゴン爺の魂を使った世界を終わらせる究極魔法。
保有スキル
風・火・水・土・氷・雷、神聖・結界・回復魔法、鑑定、ドラゴンブレス極、古竜の息吹、身体強化、物理攻撃耐性、魔法攻撃耐性、魔力消費軽減、鑑定
究極魔法
古竜の魂

### 神界の神々
神界に住む神々であり、女性であれば女神、男性であれば男神と呼ばれる。
普段は宮殿に籠り各々が地上を見守っており、それぞれの神々が偶に神託を告げている。
自ら見込んだ者に加護を与えて眷属とするが、それには100年ほど、間を空ける必要がある。
非常に長寿だが不老ではない。文化レベルは地上とほぼ同様なのだが、ナイフは無い模様。
ムコーダとは声のみで話しているため、教会にある神像で見ただけで、ムコーダ自身は神々の顔を直接は知らない。
また、例外としてルバノフ神という地上の人々によって勝手に創られた神がいる。だが創造神のデミウルゴスによって名前だけで神としては存在していないことが世界中に暴露されている。
ニンリル
声 - 内田真礼 / 佐倉綾音（ボイスドラマ版、ドラマCD版）
風の女神。見た目はスレンダー体型の絶世の美女。また女神の内では年長者。
性格は気分屋で堪え性がなく計画性もない。そのためか年長者だが他の神からはそれほど敬われてはいない。
加護を与えたフェルを通じてムコーダの力を知り、ムコーダに加護を与える代わりに貢ぎ物と称して甘味をたかり続けている。その言動から、ムコーダは「駄女神」や「残念女神」と思っていたりすることがある。最近ではお菓子の食べ過ぎで太り気味だったが、創造神デミウルゴスに見付かって謹慎処分を受けた際に強制お菓子断ちをして痩せたが、再び甘味を受け取るようになってまた太り始めた。
四大女神の中で信者の数は一番少ないがその分熱心的。ドラマCD版ではムコーダに「風の使徒」の称号を与えているが本人には断られている。
キシャール
声 - 甲斐田裕子
土の女神。豊満な肉体を持つセクシーな美女。
要領が良いお姉様タイプだがヒステリックな一面も持つ。
ニンリルが貢ぎ物をたかっていたところを目撃し、それを他の女神に教えて次のお供えの際に乱入。ムコーダに土魔法に効果があるという加護を与え、代わりにお供え物として異世界の品を受け取るようになる。当初はニンリル同様に異世界の甘味を希望したが、後に異世界の美容品にハマっていく。
豊穣と豊作の象徴なので四大女神の中で信者は最も多い。
ルサールカ
声 - 白砂沙帆
水の女神。見た目は美幼女。
無口めで物静かで理性的だが、密かな楽しみとしてスイの観察をしている。
キシャールに教えられてお供えの際に乱入。ムコーダに水魔法の適性がなかったため加護を与えられず、他の女神に泣きながらずるいと言った際にムコーダがスイを指名し適性もあったため加護を与え、代わりにお供え物として異世界の品を受け取るようになる。ニンリルと同様に異世界の甘味を希望し、主にケーキやアイスなどの洋菓子にハマっていく。またムコーダの作る料理にも興味を持っている。
なお、他の神たちと違って計画的に消費していたため、謹慎期間中でも問題なく過ごしていた。
アグニ
声 - 大地葉
火の女神。健康的な色黒美女。一人称は俺。
勝気な性格で、体育会系気質から分かるように脳筋。
キシャールに教えられてお供えの際に乱入。ムコーダに火魔法に効果があるという加護を与え、代わりにお供え物として異世界の品を受け取るようになる。当初は他の酒好きの神への露見を恐れて異世界の甘味を希望したが、後に異世界のビールにハマっていく。
ヘファイストス
鍛冶神。男神。ドワーフのような小柄で筋肉質の見た目は老人。
アグニの酒の匂いを嗅ぎつけてお供えの際に乱入。スイに加護を与え、代わりにお供え物として異世界の品を受け取るようになる。主に度数の高い酒にハマっていて、種類を楽しむためにヴァハグンとお供え予算を合算している。
ヴァハグンと協力してムコーダにスキルや対アンデッド用の国宝級魔道具「聖刻印」を与えた。
ヴァハグン
戦神。男神。見た目は精悍で大柄な男性。
アグニの酒の匂いを嗅ぎつけてお供えの際に乱入。フェルとドラちゃんに加護を与え、代わりにお供え物として異世界の品を受け取るようになる。主に度数の高い酒にハマっていて、種類を楽しむためヘファイストスと予算を合算している。
ヘファイストスと協力してムコーダにスキルや対アンデッド用の国宝級魔道具「聖刻印」を与えた。
デミウルゴス
創造神。男神。ムコーダが召喚された世界を司る最上神。
上記六柱がムコーダからの供物を受け取るために集まっていたところを見つけ、以後ムコーダと接触するようになる。
実は地球の神とは知己で、その縁で日本酒が好物であり、地球側のエンターテインメントもある程度は知っている。
また、六柱には内密にムコーダから日本酒とおつまみセットのお供えを定期的に受け取っており、代わりに加護と褒美の神託を与えているが、神託の内容は大雑把になっており、元日本人の遺産がある宝物の隠し場所を教えたが、その中に転移の魔道具があったのを知らなかったり、ゴン爺のことを詳しく教えずに、問題があったら言うように伝えたりしていた。
ムコーダと共に召喚された3人も気に掛けており、大怪我を治療させるために劣化版エリクサーを手に入れさせたりとアレコレしている。
その一方で、この世界の人間に対してはほとんど接触することがなく、人間には地方の言い伝えがわずかにあるだけでほとんど知られていないが本人は気にしていない。地上のことは把握しており、ルバノフ教や帝国がやっている非道の行いも関知はしていた。

### 召喚勇者
表向きは平和を脅かす魔王を倒すべく、レイセヘル王国によって勇者召喚により地球から召喚された人間。だが、実際はレイセヘル王国による他国侵略のための戦力として呼び出された。
カイト / 斎藤櫂斗（さいとう かいと）
声 - 小林千晃
ムコーダが巻き込まれた勇者召喚で召喚された勇者の1人。ジャニーズ系のイケメン高校生。
勇者としては召喚時から高いステータス値を持ち、加えて他の二人にはない「聖剣術」や複数の魔法スキルを所持している。
召喚当初はムコーダのスキルをバカにしていた。また、ムコーダと違い勇者の立場に浮かれ、レイセヘル王国の嘆願を快く受け入れる。王族の策略に嵌まりかけていたが豹変したリオの様子に怪しみ、企みに気づくとカノンとリオを連れてマルベール王国へ逃亡し、一介の冒険者の生活を送る。後にカノンとリオと結婚する。
IFストーリーではムコーダの説得を受けエルマン王国へ亡命し、カノンとリオとパーティを組んで冒険者として生活している。本編と異なり、ムコーダのスキルを完全に頼り切っている。
カノン / 大野花音（おおの かのん）
声 - 城内由茄子
ムコーダが巻き込まれた勇者召喚で召喚された勇者の一人。
長髪のスレンダーな体型の美少女高校生。掃除が得意で料理は苦手。
勇者としてはカイトに次ぐ高いステータス値と他の二人にはない「聖槍術」や複数の魔法スキルを召喚時から所持している。
カイトと同様に勇者の立場に浮かれたが、後にカイトから真相を聞かされ王国の策略から逃れるべく、カイトとリオと共にマルベール王国へ逃亡した。
IFストーリーではムコーダの説得を受けエルマン王国へ亡命した。カイトと同様にムコーダのスキルを完全に頼り切っている。
リオ / 吉田莉緒（よしだ りお）
声 - 海弓シュリ
ムコーダが巻き込まれた勇者召喚で召喚された勇者の一人。
アイドル系の小柄な美少女高校生。カノンと対象的に料理上手で家庭的。
勇者としては魔法使い型の高いステータス値と他の二人にはない「聖魔法」を含めた多数の魔法スキルを召喚時から所持し、他の2人と違い魔法特化型で支援魔法が得意。
カイトと同様に勇者の立場に浮かれ、懇意の騎士に贈られた「隷属の腕輪」により自我を失い豹変する。魔物の襲撃で片腕を失うが、同時に「隷属の腕輪」も失ったことで自我を取り戻し、カイトとカノンと共にマルベール王国へ逃亡した。マルベール王都のダンジョンで隠し部屋の宝箱にあった「劣化エリクサー」を使い片腕を取り戻した。
IFストーリーではムコーダの説得を受け、幻惑の魔法を習得し遠征に紛れてエルマン王国へ亡命した。ムコーダを「向田さん」と呼び慕い、料理を教えてもらっている。

### レオンハルト王国
大陸の東に位置する大国。人種の差別もない平等国家。
強力な戦力を有し、エルマン王国とも同盟を結んでいる。
ヴィレム
声 - ふくまつ進紗
カレーリナ街の冒険者ギルドのギルドマスター。元Aランク。
髪が後退していたが「神薬毛髪パワー」により後退した髪が劇的に改善した。
フェンリルを従魔にしたムコーダを見込んでCランクに昇格させ、滞った討伐依頼を要請する。
ムコーダがカレーリナ街を拠点にしてからは助力を惜しまず、色々と協力しているが、何かしらをやらかすムコーダ一行の行動で頭を痛めることもしばしば。
ランベルト
声 - 小柳基
カレーリナ街にあるランベルト商会の頭目（妻のマリーには頭が上がらない）。お店は色々な革製品を扱っている。
盗賊の襲撃に遭ったときにムコーダ一行に救われ、その後にムコーダからシャンプー・リンス・石鹸を仕入れて販売し大成功する。
ムコーダの良き理解者として、屋敷の購入やそれを守る奴隷の購入先など、色々と助言をしたりしている。
マリー
声 - 大原さやか
ランベルトの妻でスタイルの良いかなり美人。ランベルトが頭が上がらないレベルには強い人。
ランベルトが自分のプレゼントにするために試したシャンプー・リンス・石鹸を匂いで気づいて使用したところ、気に入りムコーダに（圧力で）了承させて仕入れて売ることに成功し、女性ならではのコネクションで繁盛させた。
ヨハン
声 - 江川央生
カレーリナ街の冒険者ギルドの解体人であり、解体の技術においてはピカイチの腕前を持つ。
また、ギルドマスターのヴィレムが不在時には代行をしていたりと、それなりに地位は高い。
ギルドマスターのヴィレムと共にムコーダの持ち込む魔獣には毎回苦労をしている。
王都には妹夫婦が在住しており、リヴァイアサン解体プロジェクトで王都に召集された際は解散後も数日妹宅に滞在していた。
ラングリッジ伯爵
カレーリナを含む一帯を治める領主。ヴィレムとは付き合いが長い。
以前は後退かつ薄くなっていく毛髪にヴィレム同様悩まされていたが、「神薬毛髪パワー」による若返りにより、かなりのイケメン中年と化しており貴族間の話題の人となる。
ラドスラフ
カレーリナで奴隷商を営む男性。ムコーダはランベルトに紹介されて彼から奴隷を購入する。
「神薬毛髪パワー」の愛好者でもある。
ロドルフォ
クレール街の冒険者ギルドのギルドマスターのドワーフ。元Sランク。驚くと転ぶ。
ロドルフォ（ドワーフ）を初めて見たムコーダは目を輝かせていた。後にムコーダの従魔となったドラちゃんに髪を引っ張られていた。
エルランドとは旧知の間柄で、かつては共に「陽光の団」のパーティメンバーだった。それ故に彼の理解者でもある。
エルランド
ダンジョン都市ドラン街の冒険者ギルドマスターのエルフ。元Sランク。事務仕事は嫌いで、部下のウゴールに面倒ごとばかり押しつけている。
ムコーダが固有スキルを明かした数少ない人物。またヨルゲンは大叔父（祖父の弟）にあたる。
極度のドラゴン狂いでドラゴンに関することであれば立ち入り禁止区域であっても忍び込む。ドラちゃんに夢中。ドランのダンジョンを踏破したムコーダをAランクに昇格させた。
ドラゴン好きの変わり者として冒険者の間では有名でウゴールに全く頭が上がらないが、冒険者としての実力は健在。薬学や魔物の造詣が深く、優れた解体技術を持っており、ムコーダに頼まれて基本的な解体方法を教えた。ムコーダと一時的にパーティを組みエイヴリングのダンジョンを攻略する。一応、ギルドマスターとして、ドランに立ち寄っている高ランクの冒険者たちのことは、緊急時に召集するために覚えている。
ドラゴン好きが暴走した結果、古竜が仲間になったと聞いて勝手にギルドマスターの辞表を本部に提出し、ウゴールには直接話さずに置手紙を残して、ムコーダの家まで押し掛けてきてしまった。連絡を受けカレーリナに来たウゴールに捕縛され1年間の減俸と監視付き、逃げ出した場合は全国指名手配されることになる。
リヴァイアサン解体に際しムコーダから借りた魔剣を返すという名目で王都からカレーリナへ単独で突撃してくるも、事前に事情を聞いていたヨルゲンに制裁を食らう。そこまでしても一連の騒動に対する行動に対し、内心は一切反省していない。
かつてのパーティ名は「陽光の団」でロドルフォも仲間であった為、彼とは旧知の間柄で数少ない自身の理解者となっている。
ウゴール
エルランドの部下で副ギルドマスター。元Bランク。妻と男女の子持ち。
見識が広く有能な人物で上司の自由奔放さに頭を抱える苦労人。実質、ドランの冒険者ギルドを運営している。
ヨーラン
ネイホフ街の冒険者ギルドのギルドマスター。ランク不明。仙人のような風体をした老人。
マルクス
ベルレアン街の冒険者ギルドのギルドマスター。元Aランク。現役時代に隻眼となり、引退した過去を持つ。海賊風体の男。妻子持ち。
赤竜を討伐した功績でムコーダをSランクに昇格させた。
妻は１０年前に依頼で行った村の娘で、家庭の事情で嫁に行き遅れたため一人で生きて行こうとベルレアンに出稼ぎに来ていたところを再会し、マルクスの猛アプローチの末結婚した。
ナディヤ
ダンジョン都市エイヴリング街の冒険者ギルドのギルドマスター。元Sランク。「巨人姫」の異名の通りの大柄な女性。
ムコーダ（実際はドラちゃん目当て）とダンジョンに挑戦したいと押しかけてきたエルランドにはさすがに困りはてていた。
ジャンニーノ
ローセンダール街の冒険者ギルドのギルドマスター。ランク不明。
人がよさそうなぽっちゃり体型の持ち主。頭髪が若干後退している。
低ランクの冒険者しか集まらないギルドの現状に悩んでいる。
ブラム・アールデルス
王都の冒険者ギルドのギルドマスター。ランク不明。
何故かムコーダが異世界から召喚されてきたことを把握していた。
ムコーダが魔剣を所有していることを知り、現物を手に取った際は童心に返ってはしゃいでいた。
ミリーナ
スピンオフ漫画『スイの大冒険』でスイと仲良くなったカレーリナに住む少女。
母がよく体調を崩すため家事を手伝うしっかり者。ムコーダがカレーリナを旅立つ際、自分たちを模した人形をスイにプレゼントしており、スイのお気に入りとなっている。テレビアニメでは第十二話で後ろ姿で登場。
エリク
スピンオフ漫画『スイの大冒険』でスイと仲良くなったカレーリナに住む少年。
ミリーナからはリクと呼ばれる。冒険者パーティ 【不死鳥】にあこがれている。
ムコーダがカレーリナを旅立つ際、自分たちを模した人形をスイにプレゼントしており、スイのお気に入りとなっているが、ミリーナの人形よりもスイの不注意の被害にあうことが多い。テレビアニメでは第十二話で後ろ姿で登場。

### エルマン王国
レオンハルト王国の北に位置する国。人種の差別もない平等国家。強力な戦力を有し、レオンハルト王国とも同盟を結んでいる。
イサク・シェルヴェン
ヒルシュフェルト街の冒険者ギルドマスター。貴族出身。家督を継げないと理解していた為学校を平均的な成績で卒業後、生活の為に冒険者ギルドに入る。
冒険者経験がなく、事務職の有能さから各ギルドを転々としている苦労人。
若くしてストレスからバーコード頭と化し、ムコーダの同情で「神薬毛髪パワー」を与えられた際は号泣かつ抱きついて感謝していた。
トリスタン
ダンジョン都市ブリクスト街の冒険者ギルドマスター。ランク不明。冒険者よりも商人のように腰が低い。二つのダンジョンを踏破したムコーダ一行を歓迎した。担当は運営に関することやドロップ品やらの売買。
予告なしにゴン爺と対面した結果卒倒してしまう。
バルトロメオ
トリスタンの部下で副ギルドマスター。元Ａランク。担当は冒険者への依頼や冒険者への指導。

### ムコーダ邸
ムコーダが購入した奴隷（ムコーダ本人の感覚では「従業員」）。カレーリナ街を拠点にするべく購入した豪邸の管理と、ランベルトの店に卸す商品の詰め替え作業を任されている。
のちに狩りに行った島で出会ったハイエルフ6人が魔物の解体技術を欲したフェルたちにスカウトされて加わる。
タバサ
元Bランク冒険者。虎の獣人でルーク、アーヴィン兄弟の姉。警護組のリーダー格。
性格は姉御肌で気が強い。料理が非常に下手。ペーターが好きで、作中で身嗜みやおしゃれに気をかけるようになる。
「虎の牙」というパーティ名で弟2人と共に活動していたが依頼に失敗して違約金が払えず奴隷落ちした。
ムコーダの勧めでバルテルと同じく奴隷仲間の教師役も務めている。
ルーク、アーヴィン
元Cランク冒険者。タバサの弟である虎の双子の獣人。ルークが兄でアーヴィンが弟。瞳の色以外は体つきも性格もそっくり。
調子が良い性格で、一言余計だったりつまみ食いなどいたずらするのが玉に瑕。
一度フェルの食事のつまみ食いをして、鉄槌としてオークの群れの討伐依頼にムコーダと共に放り込まれた。そのため、しばらくトラウマとなってしまい肉が食べられなかった。
バルテル
元Bランク冒険者。ドワーフ。メンバーの中では最年長。
依頼で失敗し愛用の武器を手放さなかったために違約金を払えず自ら奴隷落ちした変わり者。ドワーフらしく大の酒好きで、休みともなれば町へ酒を買いに行く。
年の功でものしりなことから、タバサと同じく奴隷仲間の教師役も務めている。教師としての報酬は彼らしく異世界の酒。
ペーター
元Dランク冒険者。巨人族の先祖返りで体躯が同年代に比べて大きい。
性格は真面目で向上心がある。口数が少ない。
冒険者の若手の中ではCランク目前の有望株であったが、母親の治療費の借金で奴隷落ちした。カレーリナ出身。
アルバン家
元農民で不作から奴隷落ちした一家。
家族構成は父：アルバン、母：テレーザ、長男：オリバー、次男：エーリク、長女：ロッテの5人。
ムコーダが畑を始めてからは元農民であるのを活かして異世界の野菜を育てている。
5歳のロッテは作中数少ないムコーダに好意を持った女性キャラで、将来お嫁さんになると言っている。
なお、10年後が書かれた話でも変わらず恋心を持ち続けるが、ムコーダが鈍感すぎて気付かないため、周囲は呆れていた。
トニ家
病に伏せたアイヤの治療費が払えず奴隷落ちした一家。
家族構成は父：トニ、母：アイヤ、長男：コスティ、長女：セリヤの4人。
以前は果実を主に育てており、アイヤは体調を崩すまでは料理屋で働いていた。
病気はムコーダから与えられた劣化版エリクサーにより完治。コスティは奴隷落ち以前は無料学校に通っていて読み書き計算ができるので、ムコーダから商品の管理を任されている。
9歳のセリヤはロッテと同じくムコーダに好意を持っていたが、10年後の話ではオリバーと結婚し、子供を授かっている。
ヨルゲン、アデラ、ヴェルデ、セルマ、ラドミール、ラウラ
狩りに行った島に住んでいたハイエルフで全員600歳代だが元冒険者。
ヨルゲンとアデラ、ヴェルデとセルマ、ラドミールとラウラで3組の夫婦。なお、ヨルゲンから見てエルランドは大甥（兄の孫）にあたる。
戦渦を逃れるため約300年前に島に移住した。移住当時は60人ほどいたが100年目あたりから島を去る者が出始め、今は6人になっていた。度々、人街に赴く事があることで人間に対する偏見はない。
従魔カルテットが解体技術を見込んで連れていく。
ただし、ヨルゲンとアデラはエルランドの事があった為、彼の更生目的の為ムコーダ邸を離れる事にかる。

### 冒険者
ここではパーティーごとに、そのリーダーとメンバーを記載する。
【鉄の意志（アイアン・ウィル）】
リーダーはヴェルナー（声 - 東地宏樹）。以下ヴィンセント（声 - 熊谷健太郎）、リタ（声 - 佐々木李子）、ラモン（声 - 天田益男）、フランカ（声 - 福沙奈恵）。Cランク→Bランク。
ムコーダがレイセヘル王国脱出のために依頼した冒険者パーティ。
脱出の中でムコーダとフェルの従魔契約に立ち合い、一時的に旅をした。ムコーダも護衛に感謝し、メンバーたちもムコーダの人柄をはじめ、料理が上手かったなどから、お互いに懇意となり、ムコーダに冒険者ギルドの登録を勧めた。別れた後もムコーダの料理を恋しがっていたがドランのダンジョンで再会する。王都で再び再会してランクが上がったことを告げる。
【不死鳥（フェニックス）】
リーダーはラーシュ（声 - 竹内良太）。以下シードル、ヘンク、アロイス、セサル。Cランク。
レオンハルト王国カレーリナ街を拠点にしている冒険者パーティ。
懇意のランベルト商会の貨物を護送中に盗賊の襲撃に遭っていたところをムコーダたちに窮地を救われる。後に別れ、Sランクに昇格したムコーダと再会する。
ちなみに、シードルは隣街のギルド職員のサンドラと付き合っている。
【嵐（テンペスト）】
リーダーはジェローム。以下シリル、ジュリオ、ダミアン、フランシスカ。Aランク。
ドランダンジョンに挑戦していた冒険者パーティ。
魔物に敗れたダミアンが瀕死の重傷を負ってしまった際に偶然に出会ったムコーダから上級ポーションを購入し事なきを得た。ムコーダから軽食とポーションを買い、情報を提供する。
【影の戦士（シャドウウォーリア）】
リーダーはアロンツォ。以下クレメント、マチアス、アーネスト。Bランク。
ネイホフのオークの集落殲滅依頼をムコーダたちと共にした冒険者パーティ。メンバー全員が強面なのが特徴（中身はまとも）。
ムコーダたちと依頼を達成した。後にエウブリングで再会し祝勝会で【箱舟（アーク）】とも交流を持つ。
【嵐の使者（ストームブリンガー）】
リーダーはアントン。以下フィリップ、ブリジッタ、パウル、リヴィア。Eランク。
レオンハルト王国ネイホフ街を拠点にしている少年少女で結成された冒険者パーティ。
依頼達成帰りにバーベキューをしていたムコーダたちと出会い、食事をごちそうしてもらう。お礼に町を案内した。
【箱舟（アーク）】
リーダーはガウディーノ。以下ギディオン、シーグヴァルド、フェオドラ。Aランク。
シーグヴァルドはドワーフ。フェオドラはエルフ。
エイヴリングダンジョンに挑戦中、ムコーダたちと出会った冒険者パーティ。
ダンジョンでムコーダたちと出会い、食事をごちそうしてもらう。後の祝勝会で【影の戦士（シャドウウォーリア）】と交流を持ち、お礼にブリクストのダンジョン転移石を贈る。ロンカイネンで再会し、小国群にある放置されたダンジョンに同行する。
フェオドラは他のメンバーも呆れるほど食い意地がはっており、宿屋では食事目的でムコーダの部屋に押しかけた程。
なお、ムコーダはフェオドラに好感を抱いていたが、五人の子供と孫を持つことを知ると諦めた。
【トリックスター】
リーダーはジェレミア。以下ルミール、リュック。Cランク。
エルマン王国王都を拠点に活動する冒険者パーティ。
馬車の護衛中に森サソリに襲われ、ムコーダたちに救われる。リュックが毒で負傷したためにムコーダからスイ特製中級ポーションを購入して事なきを得た。別れ際にはお礼として王都の案内を申し出る。
【五芒星（ペンタグラム）】
リーダーはアレクサンドロフ。以下ファティマ、アクセル、アデルミラ、サムエル。Aランク。
アクセルは獣人、サムエルはドワーフ。
ブリクストのダンジョンに挑戦していた冒険者パーティ。
セーフエリアに逃げ込んだ際に魔導コンロで調理中のムコーダと居合わせ、食事をごちそうしてもらい、お礼に情報を提供する。
【エルマン王国屈指の実力派冒険者パーティー（パーティー名不明）】
いずれも名は不明。リーダーは大剣使い。以下剣士、魔導士、弓使い、斧士、テイマー（従魔使い）の6人。
弓使いと魔導士は女性で弓使いはエルフ、斧士は獣人。
エルマン王国屈指の冒険者パーティ。Sランク。
自他ともに認める実力者であるがプライドが高く、同業者からも快く思われていない。ブリクストのダンジョンに挑戦中、初踏破者の名誉欲しさにムコーダの命を狙うがフェルたちとの圧倒的な実力差を見せつけられ、戦意喪失した。その後、ボス戦に挑み全滅した模様。
【深淵の観測者】
リーダーはステファノ、以下バルド、クライヴ、セルジュ。Sランク。
バルドは獣人。
ダンジョン専門の冒険者パーティー。
ここ数年はドランのダンジョンで活動していた。本人たち曰く、ムコーダにダンジョンを先に踏破されたが、かなりいいところまで行っていたとの事。ちょうど地上に戻ってきた際に、勝手に辞表を出してゴン爺に会いに行ったエルランドの捕獲依頼をウゴールから受け、カレーリナまで同行して捕獲した。

### その他
カズ / 松本和希（まつもと かずき）
故人。召喚当時は大学生。職業は賢者。
ムコーダが過ごしていた地球での2年前に、アスタフィエフ王国（ムコーダが現在いる異世界の約600年前に存在していたが、滅んだために現在は存在しない国）に勇者召喚された。
ムコーダと同じく召喚した国に疑心を抱き、自らステータスを書き換え王国を脱出。冒険者として各地を放浪する。あらゆる魔法に特化し、魔族大陸への興味から転移魔法を研究し魔道具を開発。魔族、巨人族、エルフ族の妻を娶り大往生した。
晩年に「自叙伝」を書き溜めて、「転移魔道具」と共に未来の同胞に遺す。一度は盗賊王の手に渡ったものの、ムコーダが入手した。
固有スキル：「深遠」
魔法に関する全ての理解力を深め、短時間で学び習得できる。

## 用語

### 基本用語
召喚勇者
古の儀式により呼び出された異世界人の呼称。召喚人数は基本、3人であるがそれ以外に巻き込まれる場合もある。
全員が勇者ではなく、稀にカズのような「賢者」といった例外がいる。また、召喚された者は職業に関係なく時間経過無し・容量無限大のアイテムボックスと比較的高いレベルの鑑定スキルが備わっており、異世界の言語に関しても理解できるようになっている。
召喚する際、強制的に時空に穴を開けることで時空が無理に歪んでしまうため、禁忌になっており、もしも失敗すれば時空に出来た穴が戻らずに広がっていき、双方の世界が崩壊してしまう。成功しても召喚者たちを元の世界に送り返すのは危険性を踏まえて不可能である。
固有スキル
身につけた技能スキルとは異なる、個人限定の固有能力。
利用できるのは本人のみに限定され、他人はそれを見たり理解したりすることはできるが、利用することはできない。
作中では異世界人のムコーダの「ネットスーパー」とカズの「深遠」の２つが該当する。
商人ギルド
国を越えた商人の組織。登録者から登録金・年会費、税金を徴収し、税金は登録者に代わって各国に納付している。登録者はこの納金により各国や各街への入国・入街税を軽減または免除される。
登録するランクはアイアン・ブロンズ・シルバー・ゴールド・ミスリルの5段階があり、ランクにより登録金・年会費・税金の金額が異なる。
会員資格は1年ごとの更新制。年会費と税金が未払いの場合は更新されない。違法な商取引をした場合は除名処分もありうる。
冒険者ギルド
国を越えた冒険者の組織。登録者は商人ギルドと同じく各国や各街への入国・入街税を軽減または免除される。
冒険者のランクはGからSまでの8段階。自分のランクとその一段階上の依頼を受注することができる。依頼を失敗した場合は違約金が発生する。
ムコーダは異例のスピードでSランクになったが、これは従魔が異常なためで、通常はコツコツと依頼を熟してランクを上げる必要がある。
依頼を受けずに一定期間が経過すると登録が抹消され、再登録をした場合は最下級のGランクからやり直しとなる。登録抹消までの期間は、下のランクほど短いため、登録したての新人は登録した地域でとにかく依頼を完了させてFランクに上げることが推奨されている。なお、殺人・略奪などを行なった場合は除名処分となる。
その他、冒険者が行なった行為・負傷・死亡について、ギルドは責任を負わない。
ダンジョン
世界各地に存在する魔物の巣窟。難易度は地下層の階数による。
魔物を倒すとドロップ品や宝箱を得られる（それ以外は消滅する）が、ダンジョン内で死ねば肉体や衣服、武器、防具は全て吸収される。ただし吸収にはタイムラグがあるほか、死体や革製防具など有機物は吸収が早く金属製の武器等無機物は遅いといった時間差もある（冒険者が死んだ場合、半日程度であれば武器等は吸収されずに残る）。
各階にボスとされるモンスターがいて、これを倒さないと下の階層に行くことは基本的にできないが「転移石」という道具があればボスを倒さずに一定の深さまで地上と直接往復できるダンジョンもある。
栄養を得ることで成長を続けるので一つの生き物という側面も持ち、フェルも「ダンジョンは生き物」とムコーダに話している。 ダンジョン内のどこかに核であるダンジョンコアがあり、破壊されればダンジョンそのものが崩壊しただの穴倉と化すが、ダンジョンコアそのものを探すことは至難であり、フェルでもできないことはないが非常に面倒と言うほど。
魔素が濃い場所や、高ランクの魔物（魔石持ち）の亡骸があったり、魔素が溜まりやすい地形であると稀にダンジョンが自然に生まれることがある。階によっては魔物が入ってこないセーフエリアも備わっているが、フィールドタイプの階層にはセーフエリアは存在しない。
ダンジョンに集合した集落は、その規模が大きくなっていくとダンジョン都市と呼ばれ、大量の冒険者たちが集う街になっている。定期的に内部が変動する高難易度ダンジョンも存在する。
ダンジョンコア
各ダンジョンに存在する核。常に移動し続けており、発見するのはまず不可能。
核だが生き物の側面からなのか意思を持ち、踏破されることを恐れ挑戦者たちを吟味しモンスターの数や配置をそれぞれ変えている。
それ故にムコーダたちがダンジョンに挑戦した場合、モンスターの数が増加する傾向にある。
教会
各地に建造されている各神々を祀っている場所。孤児院が併設されている場合が多い。
各教会によって運営は賄われており、信者や訪れた観光客等からの御布施や寄付によって運営を行なっている。そのため、信者が多い教会では補修や運営がされているが、信者が少ない所では多少運営が苦しい。
教会の最奥に神像が置かれており、各神々の姿はここで見ることができるのだが、それが似ているのかは不明である。
ムコーダは多すぎる所持金を少しでも減らそうと、訪れた町で積極的に宗派を問わず寄付をおこなっているが、教義に納得がいかないルバノフ教には寄付していない。
人間と接触することが滅多にないデミウルゴスは人間にほとんど知られていないため教会が無い。
ルバノフ教
ルバノフ神を崇める人族至上主義の宗教。その実態はルバノフという男が金集めのために勝手に作っただけの邪教。
人族が多い国では国教として根付いており、そこではエルフ、ドワーフ、獣人を邪教徒として迫害している原因にもなっている。
神聖な力を謳い文句に、各教会ではアンデッド対策として武器に高い御布施を支払うことで聖印を付与することができるが、それは数百年前にマルベール王国のダンジョンで入手した魔道具の効果によるもので、ルバノフ神という神は存在しない。なお本物の聖印は本山に厳重に保管されており、各教会にあるのはレプリカで中途半端な効力しか持たない。
信徒を広めるべく活動もしているが、自由な平等国家では聖印の付与を求める冒険者以外には相手にされていない。
ムコーダたちには手出し無用との通達をエルマン国王から受けていたが、通達を無視して金を要求してムコーダたちに追い返され、エルマン王国に対して「国の方針に背き著しく国益を損なう行為をした」として、国からも撤退を余儀なくされた。
奴隷
文字通りの存在であり、基本的には借金を返せなくなったり、犯罪行為を行なって捕縛されたり、冒険者でも依頼失敗で発生する違約金を払えなかったなどの場合に奴隷となってしまう。
中には数少ないものの、自身の武器などの所持品を手放さず奴隷落ちするタイプもいる。
購入した主人によって待遇は天と地ほどの差があり、ムコーダの場合は最上級とも言える扱いになっている。なお、性奴隷は基本的に存在しない。
通貨
小さい順から鉄貨→銅貨→銀貨→金貨→大金貨→白金貨。紙幣は存在しない。
日本円に換算すると、鉄貨1枚が10円相当。鉄貨10枚で銅貨1枚などと10枚単位で上がっていき、最大貨幣にあたる白金貨は100万円程にもなる為、国家間や大きな商取引以外そうそう使われない。
ムコーダも報酬は通常流通量が多い金貨を受け取る事が多いが、報酬が桁違いな事が多々ある為に白金貨や大金貨も多数所持している為、基本どんなに高額でも現金一括払いで済ませている。
金貨が6枚もあれば、一般的な4人家族が1ヶ月は暮らせるらしい。

### 種族
人族
ムコーダが暮らす大陸で最も多く人口を占めている種族。
見た目も能力も、良くも悪くも平均的であり、特徴が無いのがある意味の特徴。
その数の多さから優位性を唱えるルバノフ教が誕生し、別種族を迫害する国と平等性を唱える国と極端に分かれている。
エルフ
尖った耳と端麗な容姿が特徴の種族。種族魔法は草木魔法。
魔力が高くアイテムボックス持ちが多く、肉体は身軽。全種族の中で最も長寿であり寿命は500年ほど。30歳で成人を迎え、300歳以降になると徐々に老いていく。
長命種故に舌が肥えた者が多く「美味いものが食いたければエルフに聞け」という諺が存在する。
ドワーフ
低身長に筋骨隆々の肉体が特徴の種族。例外なく全員が無類の酒好き。
全種族の中では魔力は低めだが手先の器用さはピカイチ。性格の特性は頑固で血気盛ん。寿命は200〜300年ほど。
筋力主体の冒険者や、手先の器用さを活かして鍛冶職に就いている者が多い。
獣人
様々な獣の特徴を持つ種族。全種族の中でも身体能力が高い。
獣型の魔物と種類が同じだと本能的な上下関係が存在する模様。
身体能力の高さ故に、国によっては労働に酷使されている事もある。
魔人
人間やエルフ、獣人に似て異なる容姿を持つ種族。種族魔法は黒魔法。
寿命は200〜300年ほど。全種族の中でも最も魔力に長けており、応用の幅が広い。
巨人
人族よりも長身の種族。男性は2m50cm程度、女性でも2m近くになる。
ムコーダたちが暮らしている大陸とは別の大陸に多く住んでいるらしいことが、カズの日記によって判明している。
ペーターが巨人族の血を引いていることから、ムコーダたちの住んでいる大陸にも住んではいるようだが、作中未登場。
ハイエルフ
外見はエルフと変わらないが寿命はエルフの2倍以上という長寿な種族。
ありとあらゆる技能が高く、戦闘能力も高い。その強さは群れで来られればではあるが、フェルやゴン爺でも手加減できない程。
見目麗しさと魔力をはじめ能力の高さから人攫いなど悪人に狙われやすい。このため外見がエルフと区別できないことを活かして、エルフのふりをして街中に紛れ込んで暮らしている者もいる模様。

### 地名
レイセヘル王国
領地拡大のために古から伝わる勇者召喚を行いカイト、カノン、リオの勇者3人に巻き込む形でムコーダを召喚した国。
表向きは人族以外のエルフ、ドワーフ、獣人などの入国を禁止しているが、裏では奴隷として酷使している人族至上主義国家。
代々愚王が続き、今王が方々に戦争を仕掛けており、最終的には奴隷兵たちの反乱と周辺国の猛反撃を受けて敗戦。王族や貴族は全員処刑され、土地はマルベール王国に併合され、レイセヘル王国は地図上から消滅した。
フェーネン王国
レイセヘル南東にあり、ムコーダがレイセヘルから出て初めて訪れた国。
人族至上主義国家で人族以外の地位は低いが奴隷ながらも最低限の生活の保障はあり、また奴隷ではない獣人などの出入りも認められている。
フェンリルを従魔にしたムコーダに貴族が目をつけるがフェルに凄まれ勧誘に失敗している。
マルベール王国
大陸西側の海に面している人種差別がない平等主義国家。
北が魔族領、東がレイセヘル王国、南東にルバノフ神聖王国、南にガイスラー帝国と、周辺の国に恵まれてない。
後にカイト、カノン、リオが亡命し活動拠点とする。勇者の存在を王宮は把握しているものの、傍観を貫いている。最終的には魔族領と協力してレイセヘル王国に打ち勝ち、併合している。
レオンハルト王国
フェーネン王国から東、大陸東側の海に面している平等主義国家の大国。
ムコーダが活動拠点を置く国で、強力な戦力を有しており国内も安定している。ムコーダたちの活躍で2つのダンジョンが踏破され、異世界の食文化や物資が広がり様々な影響を与えている。国王の命でムコーダは貴族からの不干渉及び冒険者ギルドの後ろ盾を得ている。
カレーリナ
レオンハルト王国で5番目に大きな商業の街。北部に位置しフェーネン王国やエルマン王国に向かう交通の要所にある街。
ムコーダがレオンハルトにきて最初に訪れ、旅の後に拠点を置いた街でもある。
ムコーダを見て冒険者に憧れる者が多数現れ、冒険者ギルドもその需要にあやかっている。
クレール
カレーリナから比較的近い紡績の街。近くの森にすむヴェノムスパイダーの糸から作る糸・布が名産。
冒険者ギルドの依頼で訪れた北の森でドラちゃんと出会う。
ドラン
ダンジョン都市。ダンジョン目当ての様々な人・物が集まって出来た国内有数の規模の街。
ムコーダは従魔たちの活躍によりダンジョン初攻略を果たす。ムコーダたちが踏破する以前、最深層まで到達するもあえてボスと戦わず撤退した唯一のパーティーこそエルランドたちだった。
ネイホフ
焼き物の街。品質の高い食器類から魔石を混ぜ込んで冷めにくいというバスタブまで、さまざまな陶器を扱う工房が集まっている。
ベルレアン
漁港の街。海に魔物が出るこの世界では、漁師は屈強でなければ務まらないとされる。
エイヴリング
ダンジョン都市。２７階層からなるダンジョンがあるが、対策の少ないアンデッドが出現するため直近の踏破は２００年前。
ローセンダール
通称「肉ダンジョン」と呼ばれる全１２階層のほぼ肉しかドロップしないダンジョンがある街。
その特産の肉を売りにした屋台や宿屋が多く、貴族の富裕層もそれを目当てに訪れる。最深部以外の難易度が低く肉もドロップして食いっぱぐれることがないため、下級・中級冒険者ばかりが集まっており、数年間Sランク冒険者は訪れていなかった。
街の活性化のために年に１度、ダンジョン産の肉を使った屋台が並ぶ肉ダンジョン祭りが開催される。
ロンカイネン
クワイン共和国と小国群との国境に近く、交易で発展した街。王都、ドランに次ぐ大都市だが、場所柄治安が悪い。
ムコーダはベヒモスに壊された魔道コンロをここで新調した。
王都
王城のある王国最大の都市。冒険者ギルドの規模や店の品ぞろえ、高級レストランの数など他の街を圧倒するものが多い。
エルマン王国
大陸北東にある国。レオンハルトから見て北の隣国で平等主義国家。西にはクラーセン皇国を挟んでレイセヘル王国がある。
レオンハルト王国と同盟を結び協力体制にある。
ルバノフ神聖王国
人族至上主義の宗教国家。ルバノフ教の本国。選民思想で人族以外の種族を邪教徒とし差別している。
東隣のソレス王国を属国としているほか北隣のレイセヘル王国もルバノフ教信者となっている。各国が国教と根付いており平等主義のマルベール王国、エルマン王国、レオンハルト王国とは敵対はしているが布教は行なっている。
ただしエルマン王国からはムコーダ絡みで「国の方針に背き著しく国益を損なう行為をした」として撤退を余儀なくされ、最終的にデミウルゴスの神託で上層部の悪行を暴露され、総本山の教会はムコーダの従魔カルテットによって粉々の瓦礫になった。
ソレス王国
ルバノフ神聖王国の属国で人族至上主義国家。北をレイセヘル、東をフェーネンに囲まれた小国。
ガイスラー帝国
マルベール王国やルバノフ神聖王国の南に隣接する大国でガッチガチの独裁軍事国家。人族至上主義というより、帝国民以外を人として見ていない。
他国から買った奴隷たちに、口にするのもおぞましい所業を行なっているらしい。
魔族領
レイセヘル王国やマルベール王国の北に位置し、この大陸で唯一の魔人が住む地域。国名は不明。
元は別大陸で暮らしていた難破船の生き残った魔人たちが住み着き、その子孫が暮らしている。数百年前は国交はあったが現在は鎖国に近い。
レイセヘル王国の外部干渉に耐え兼ね、マルベール王国と協力してレイセヘル王国を滅ぼした。
ウラノス
天空の森とも呼ばれる秘境で様々な魔物の変異種が存在していた。
100年ちょっと前、五十数名の高ランク冒険者たちが集まって挑んだが、戻ってきたのはたった1人。その生き残った冒険者が、“ウラノス”のことを一冊の本に書き残し、その生き残った冒険者曰く“人が立ち入ってはいけない場所、人知の及ばぬ地がウラノスだ”らしい。
ムコーダがフェルたちが狩りに出ている際野生のベヒモスに遭遇、結界で無傷で済むも調理中だった為に愛用の魔道コンロを壊される。
カルデラ
旧レイセヘル王国とクラーセン皇国をまたがって聳え立つジェールトヴァ山という秘境。
デミウルゴスがムコーダの世界を参考にして作った恐竜が生き残っていたが、従魔カルテットによって絶滅種をはじめいくつかの恐竜が滅んだ。
ハイエルフが住む島
グリーンドラゴンの繁殖地になっている島。
ムコーダらはゴン爺の背に乗って到達したため、詳細な場所は不明だが、ハイエルフが人の街に行くことができることから往来が困難な場所ではない模様。

## 社会的評価
第1巻発売直後の書泉ブックタワーによる「ライトノベル週間ランキング」で1位となり、翌週には重版が決まった。2016年11月の「ライトノベル月間ランキング」は6位であった。1ヶ月半後には再度の重版が決まり、第三刷が発行された。
出版物流通大手の日販が運営するサイト「ほんのひきだし」においては、「新文芸」ランキングで2016年11月後半の2位となり、「巻数の多いシリーズものが多数ランクインする中、第1巻で堂々の第2位にランクイン」と評価された。12月前半は8位、全ジャンル合計の総合ランキングでは2016年11月最終週の週間10位となった。
「ピッコマAWARD 2024」ではラノベ部門で受賞。

## 既刊一覧

### 小説
- 江口連（著）・雅（イラスト）、オーバーラップ〈オーバーラップノベルス〉、既刊16巻（2024年12月25日現在）
  - 『とんでもスキルで異世界放浪メシ 1 豚の生姜焼き×伝説の魔獣』2016年11月25日初版第一刷発行（同日発売[27]）、ISBN 978-4-86554-167-0
  - 『とんでもスキルで異世界放浪メシ 2 羽根つき餃子×幻の竜』2017年3月25日初版第一刷発行（同日発売[28]）、ISBN 978-4-86554-204-2
  - 『とんでもスキルで異世界放浪メシ 3 ビーフシチュー×未踏の迷宮』2017年7月25日初版第一刷発行（同日発売[29]）、ISBN 978-4-86554-239-4
  - 『とんでもスキルで異世界放浪メシ 4 バーベキュー×神々の祝福』2017年12月25日初版第一刷発行（同日発売[30]）、ISBN 978-4-86554-296-7
  - 『とんでもスキルで異世界放浪メシ 5 ミックスフライ×海洋の魔物』2018年4月25日初版第一刷発行（同日発売[31]）、ISBN 978-4-86554-310-0
    - 『とんでもスキルで異世界放浪メシ 5 ミックスフライ×海洋の魔物 ドラマCD付き特装版』2018年4月25日初版第一刷発行（同日発売[32]）、ISBN 978-4-86554-311-7

  - 『とんでもスキルで異世界放浪メシ 6 肉そぼろ丼×聖なる刻印』2019年1月25日初版第一刷発行（同日発売[33]）、ISBN 978-4-86554-441-1
  - 『とんでもスキルで異世界放浪メシ 7 赤身肉のステーキ×創造神の裁き』2019年7月25日初版第一刷発行（同日発売[34]）、ISBN 978-4-86554-525-8
  - 『とんでもスキルで異世界放浪メシ 8 石窯焼きピザ×生命の神薬』2020年1月25日初版第一刷発行（同日発売[35]）、ISBN 978-4-86554-597-5
    - 『とんでもスキルで異世界放浪メシ 8 ドラマCD付き特装版』2020年1月25日初版第一刷発行（同日発売[36]）、ISBN 978-4-86554-598-2

  - 『とんでもスキルで異世界放浪メシ 9 ホルモン焼き×暴食の祭典』2020年9月25日初版第一刷発行（同日発売[37]）、ISBN 978-4-86554-745-0
  - 『とんでもスキルで異世界放浪メシ 10 ビーフカツ×盗賊王の宝』2021年5月25日初版第一刷発行（同日発売[38]）、ISBN 978-4-86554-915-7
  - 『とんでもスキルで異世界放浪メシ 11 すき焼き×戦いの摂理』2021年11月25日初版第一刷発行（同日発売[39]）、ISBN 978-4-8240-0046-0
  - 『とんでもスキルで異世界放浪メシ 12 鶏のから揚げ×大いなる古竜』2022年6月25日初版第一刷発行（同日発売[40]）、ISBN 978-4-8240-0214-3
  - 『とんでもスキルで異世界放浪メシ 13 肉団子の甘酢あん×冒険者の流儀』2022年12月25日初版第一刷発行（同日発売[41]）、ISBN 978-4-8240-0366-9
  - 『とんでもスキルで異世界放浪メシ 14 クリームコロッケ×邪教の終焉』2023年4月25日初版第一刷発行（同日発売[42]）、ISBN 978-4-8240-0470-3
  - 『とんでもスキルで異世界放浪メシ 15 貝柱の冷製パスタ×賢者の石』2024年2月25日初版第一刷発行（同日発売[43]）、ISBN 978-4-8240-0634-9
  - 『とんでもスキルで異世界放浪メシ 16 白身魚のムニエル×海竜の葬送』2024年12月25日初版第一刷発行（同日発売[44]）、ISBN 978-4-8240-1032-2

### 漫画
- 赤岸K（作画）・江口連（原作）・雅（キャラクター原案） 『とんでもスキルで異世界放浪メシ』 オーバーラップ〈ガルドコミックス〉、既刊11巻（2025年7月25日現在）
  1. 2017年12月25日初版第1刷発行（同日発売[45]）、ISBN 978-4-86554-297-4
  2. 2018年4月25日初版第1刷発行（同日発売[46]）、ISBN 978-4-86554-341-4
  3. 2019年1月25日初版第1刷発行（同日発売[47]）、ISBN 978-4-86554-445-9
  4. 2019年7月25日初版第1刷発行（同日発売[48]）、ISBN 978-4-86554-529-6
  5. 2020年1月25日初版第1刷発行（同日発売[49]）、ISBN 978-4-86554-607-1
  6. 2020年9月25日初版第1刷発行（同日発売[50]）、ISBN 978-4-86554-752-8
  7. 2021年5月25日初版第1刷発行（同日発売[51]）、ISBN 978-4-86554-923-2
  8. 2021年11月25日初版第1刷発行（同日発売[52]）、ISBN 978-4-8240-0055-2
  9. 2022年12月25日初版第1刷発行（同日発売[53]）、ISBN 978-4-8240-0055-2
  10. 2024年2月25日初版第1刷発行（同日発売[54]）、ISBN 978-4-8240-0747-6
  11. 2025年7月25日初版第1刷発行（同日発売[55]）、ISBN 978-4-8240-1277-7

- 双葉もも（作画）・江口連（原作）・雅（キャラクター原案） 『とんでもスキルで異世界放浪メシ スイの大冒険』 オーバーラップ〈ガルドコミックス〉、既刊8巻（2024年2月25日現在）
  1. 2019年1月25日初版第1刷発行（同日発売[56]）、ISBN 978-4-86554-444-2
  2. 2019年7月25日初版第1刷発行（同日発売[57]）、ISBN 978-4-86554-528-9
  3. 2020年1月25日初版第1刷発行（同日発売[58]）、ISBN 978-4-86554-606-4
  4. 2020年9月25日初版第1刷発行（同日発売[59]）、ISBN 978-4-86554-751-1
  5. 2021年5月25日初版第1刷発行（同日発売[60]）、ISBN 978-4-86554-922-5
  6. 2021年11月25日初版第1刷発行（同日発売[61]）、ISBN 978-4-8240-0054-5
  7. 2022年12月25日初版第1刷発行（同日発売[62]）、ISBN 978-4-8240-0372-0
  8. 2024年2月25日初版第1刷発行（同日発売[63]）、ISBN 978-4-8240-0650-9

## 無料ゲーム
2018年5月2日にRPGアツマールにてゲーム化された。ゲーム制作はQpic、ムコーダの声をボイスドラマ同様に細谷佳正が担当している。

## テレビアニメ
2022年10月にテレビアニメ化が発表され、2023年1月から3月までテレビ東京系列ほかにて放送された。本編終了後は、おまけコーナーとして『異世界おかわり劇場』が放送された。
前番組『チェンソーマン』に引き続きMAPPAによる単独製作作品となる。劇中には実在の商品や調味料が登場する（プロダクトプレイスメント）。協力企業としてはイオンリテール、エバラ食品工業、花王、カゴメ、サントリーホールディングス、ハインツ日本、ロッテなどが公表されている。
第2期『とんでもスキルで異世界放浪メシ2』は2025年10月からテレビ東京系列ほかにて放送予定。

### スタッフ
|                                             | 第1期                                        | 第2期                                        |
| ------------------------------------------- | -------------------------------------------- | -------------------------------------------- |
| 原作                                        | 江口連                                       | 江口連                                       |
| 監督                                        | 松田清                                       | 松田清                                       |
| 副監督                                      | N/A                                          | 高橋謙仁                                     |
| シリーズ構成                                | 横手美智子                                   | 横手美智子                                   |
| キャラクター原案                            | 雅                                           | 雅                                           |
| キャラクターデザイン                        | 大津直                                       | 大津直                                       |
| キャラクターデザイン                        | N/A                                          | 桑原剛                                       |
| 小物設定                                    | 新川縁、村松尚雄                             | 未公表                                       |
| モンスターデザイン                          | ツブキケン、小田裕康 小川浩（第2話-）        | 未公表                                       |
| 美術監督 美術設定（第1期）                  | 赤木寿子                                     | 奈木野智希                                   |
| 美術監修                                    | N/A                                          | 赤木寿子                                     |
| 色彩設計                                    | 鎌田千賀子                                   | 田辺香奈                                     |
| 特殊効果（第1期） 特効ディレクター（第2期） | 谷口久美子                                   | 谷口久美子                                   |
| 撮影監督                                    | 澤田紗帆                                     | 澤田紗帆                                     |
| 編集                                        | 定松剛                                       | 定松剛                                       |
| 音楽                                        | 甲田雅人、うたたね歌菜、栗コーダーカルテット | 甲田雅人、うたたね歌菜、栗コーダーカルテット |
| 音楽制作                                    | N/A                                          | mappa records                                |
| 音楽プロデューサー                          | 徳田亮、木村誠                               | 未公表                                       |
| 音響監督                                    | 小泉紀介                                     | 小泉紀介                                     |
| 音響制作                                    | dugout                                       | dugout                                       |
| 製作プロデューサー                          | 木村誠                                       | 未公表                                       |
| アニメーション プロデューサー               | 小川崇博                                     | 加藤広大                                     |
| 制作・製作                                  | MAPPA                                        | MAPPA                                        |

### 主題歌
「贅沢な匙」
Van de Shopによる第1期オープニングテーマ。作詞・作曲・編曲はVan de Shop。
「Happy-go-Journey」
内田雄馬による第1期エンディングテーマ。作詞はhotaru、作曲はTom-H@ck、編曲はうたたね歌菜。

### 各話リスト
| 第一話   | とんでもスキルは役に立つ   | 横手美智子 | 松田清     | 松田清          | 泉坂つかさ 宮下香花 村上竜之介 小笠原篤 | 春川彩子 神戸洋行 今岡大 吉備団子14号 泉坂つかさ 中熊太一                   | 大津直          | 2023年 1月11日 |
| 第二話   | 目立つ従魔は生きる伝説     | 横手美智子 | 西山壮海   | 松田清 西山壮海 | 泉坂つかさ                              | 宮地聡子 泉坂つかさ 春川彩子 西田美弥子 吉備団子14号                        | 大津直          | 1月18日        |
| 第三話   | 過ぎた力は料理の為に       | 横手美智子 | 金子貴弘   | 金子貴弘        | 西田美弥子 ツブキケン                   | 宗崎暢芳 大西貴子 しろくま 早乙女啓 松原一之                                | 大津直          | 1月25日        |
| 第四話   | 地図が無くては始まらない   | 横手美智子 | 篠原ぱらこ | 篠原ぱらこ      | 亀谷響子 迫江沙羅                       | 宮地聡子 亀谷響子 能條理行 西田美弥子 日向正樹                              | 迫江沙羅        | 2月1日         |
| 第五話   | 風の女神は甘味がお好き     | 安藤えりか | 松田清     | 山﨑香子        | 亀谷響子 王維慶                         | 宮地聡子 春川彩子 亀谷響子 泉坂つかさ 早乙女啓 中村コミ 西田美弥子          | 大津直          | 2月8日         |
| 第六話   | 成長は突然やってくる       | 村越繁     | 森本育郎   | 佐々木達也      | 村上竜之介                              | 神戸洋行 後藤有宏 吉備団子14号 澤井真紀 今岡大 松原一之                     | 迫江沙羅        | 2月15日        |
| 第七話   | 狼は魔獣と踊る             | 村越繁     | 高橋謙仁   | 高橋謙仁        | 永松一誠 牟田亮平                       | 宗崎暢芳 神戸洋行 澤井真紀 能條理行 松原一之                                | 迫江沙羅        | 2月22日        |
| 第八話   | ボスキャラはどれも美味い   | 横手美智子 | 川畑喬     | 石川依穂        | 王維慶 宮下香花 川元まりこ              | 宗崎暢芳 中熊太一 袴田裕二 澤井真紀 今岡大 松原一之                         | 大津直          | 3月1日         |
| 第九話   | 討伐依頼は金と肉           | 安藤えりか | 平川哲生   | 山﨑香子        | 宮下香花 滝山真哲 王維慶                | 後藤有宏 丸山翔子 小島えり 杉野信子                                         | 迫江沙羅        | 3月8日         |
| 第十話   | 二匹の従魔はチートが過ぎる | 安藤えりか | 岡本泰知   | 岡本泰知        | 宮下香花 川元まりこ                     | 宮地聡子 王維慶 春川彩子 川元まりこ 能條理行 吉備団子14号 西田美弥子 陳韋寧 | 迫江沙羅        | 3月15日        |
| 第十一話 | 商売は御婦人の為に         | 村越繁     | 伊藤祐毅   | 伊藤祐毅        | 亀谷響子 今岡大                         | 中熊太一 宗崎暢芳 神戸洋行 後藤有宏 亀谷響子 澤井真紀 今岡大                | 大津直          | 3月22日        |
| 第十二話 | 冒険は食の数ほど           | 横手美智子 | 松田清     | 松田清          | 宮下香花                                | 宗崎暢芳 宮地聡子 春川彩子 吉村冬彦 能條理行                                | 大津直 迫江沙羅 | 3月29日        |

### 放送局
| 放送期間                                         | 放送時間                     | 放送局                                          | 対象地域・備考                                              |
| ------------------------------------------------ | ---------------------------- | ----------------------------------------------- | ----------------------------------------------------------- |
| 2023年1月11日 - 3月29日                          | 水曜 0:00 - 0:30（火曜深夜） | テレビ東京 （番組担当・番組宣伝） ほか系列全6局 | 北海道・関東広域圏・愛知県・ 大阪府・岡山県・香川県・福岡県 |
| 2023年1月12日 - 3月30日                          | 木曜 21:30 - 22:00           | AT-X                                            | CS放送 / リピート放送あり                                   |
| 2023年1月28日 - 4月15日                          | 土曜 1:55 - 2:25（金曜深夜） | IBC岩手放送                                     | 岩手県                                                      |
|                                                  |                              | テレビユー福島                                  | 福島県                                                      |
| 2023年3月4日 -                                   |                              | 山陰放送                                        | 鳥取県・島根県 / 『森谷佳奈のアニ物語』枠                   |
|                                                  | 土曜 2:23 - 2:53（金曜深夜） | 熊本放送                                        | 熊本県                                                      |
| テレビ東京系列（AT-Xを含む）では字幕放送を実施。 |                              |                                                 |                                                             |

| 配信開始日    | 配信時間        | 配信サイト                  | 備考           |
| ------------- | --------------- | --------------------------- | -------------- |
| 2023年1月11日 | 火曜 23:45 更新 | Amazon Prime Video ひかりTV | 地上波先行配信 |

| テレビ東京系列 水曜 0:00 - 0:30（火曜深夜） | テレビ東京系列 水曜 0:00 - 0:30（火曜深夜） | テレビ東京系列 水曜 0:00 - 0:30（火曜深夜） |
| 前番組                                      | 番組名                                      | 次番組                                      |
| ------------------------------------------- | ------------------------------------------- | ------------------------------------------- |
| チェンソーマン                              | とんでもスキルで異世界放浪メシ（第1期）     | 東京ミュウミュウ にゅ〜♡（第2期）           |

### BD
| 巻 | 発売日        | 収録話         | 規格品番   |
| -- | ------------- | -------------- | ---------- |
| 1  | 2023年4月26日 | 第1話 - 第4話  | CAXA-00010 |
| 2  | 2023年5月31日 | 第5話 - 第8話  | CAXA-00011 |
| 3  | 2023年6月28日 | 第9話 - 第12話 | CAXA-00012 |